# Park Narodowy Los Nevados
Park Narodowy Los Nevados (hiszp. Parque nacional natural Los Nevados) – park narodowy w Kolumbii położony w departamentach Tolima, Caldas, Quindío i Risaralda. Został utworzony 28 marca 1973 roku i zajmuje obszar 613,73 km². W 2008 roku został zakwalifikowany przez BirdLife International jako ostoja ptaków IBA i wpisany na listę konwencji ramsarskiej. Na północ od niego znajduje się Park Narodowy Selva de Florencia.

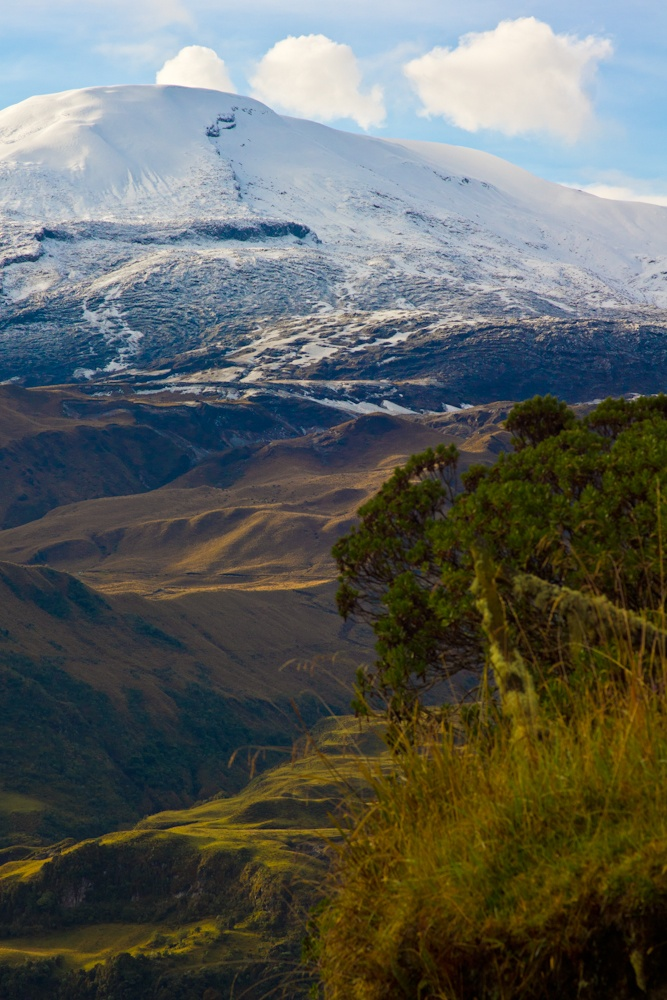
Wulkan Nevado del Ruiz

## Opis
Park obejmuje fragment Kordyliery Środkowej, w dorzeczach rzek Cauca i Magdalena, o wysokościach od 2600 do 5321 m n.p.m. Znajduje się tu duży kompleks wulkaniczny z wulkanami Nevado del Ruiz (5321 m), Nevado del Cisne (4750 m), Nevado de Santa Isabel (4965 m), Nevado del Quindío (4750 m), Nevado del Tolima (5215 m) i Paramillo de Santa Rosa (4585 m). W parku występuje duża ilość jezior lodowcowych i źródła kilkunastu rzek. 80 procent powierzchni zajmuje paramo. Najwyższą część pokrywają lodowce i popioły wulkaniczne. W najniżej położonej części rośnie tropikalny wilgotny las górski.
Park jest często zamykany dla turystów ze względu na wzmożoną aktywność wulkanów. Najaktywniejszym wulkanem jest Nevado del Ruiz. Jego erupcja w 1985 roku doprowadziła do śmierci ponad 20 000 osób.
Średnia roczna temperatura w parku wynosi – w zależności od wysokości – od +14 °C do -4 °C, a średnie roczne opady od 1000 do 1250 mm na zboczach wschodnich i od 2000 do 2500 mm na zboczach zachodnich.

## Flora
W parku rośnie gatunek narażony na wyginięcie (VU) Ceroxylon quindiuense, a także m.in.: Espeletia hartwegiana, Loricaria colombiana, Plantago rigida, Polylepis sericea, Podocarpus oleifolius, Hypericum aricifolium, Hypericum laricifolium, Senecio canescens, Escallonia myrtilloides, Pentacalia vernicosa, Calamagrostis recta, Distichia muscoides, Puya santosii, Puya goudotiana, Werneria humilis.

## Fauna
Ssaki występujące w parku to zagrożone wyginięciem (EN) – tapir górski i królak brazylijski, narażone na wyginięcie (VU) – ocelot tygrysi, andoniedźwiedź okularowy i mazama karłowata, a także m.in.: pudu północny, mulak białoogonowy, paka górska, wyjec rudy, puma płowa, wiewióreczka kolumbijska, kolumbiarek ciemnostopy, trawniak kolumbijski, skrytouszka kolumbijska.
Ptaki tu żyjące to zagrożone wyginięciem (EN) – amazoneczka żółtolica i andowik, narażone na wyginięcie (VU) – stokówka rdzawoczelna, hełmik modrobrody, kusaczka brązowa i kondor wielki, a także m.in.: sterniczka jamajska, przepiór kasztanowaty, andotukan niebieski, złotopiórka, perkoz złotoczuby.